# پیراسمیلو (هوراند)
پیراسمیلو یکی از روستاهای استان آذربایجان شرقی است که در دهستان چهاردانگه شهرستان هوراند واقع شده‌است. این روستا ۱۱۷ نفر جمعیت دارد.